# Мурдашево
Мурда́шево (баш. Мырҙаш) — село в Стерлитамакском районе Башкортостана, входит в состав Аючевского сельсовета.
Расположено на р. Сухайля, в 37 км к юго-западу от райцентра и ж.-д. ст.Стерлитамак. Население: в 1906 — 256 человек; 1920 — 314; 1939 — 315; 1959 — 310; 1989 — 160; 2002 — 194 человека.

## Географическое положение
Расстояние до:
- районного центра (Стерлитамак): 37 км,
- центра сельсовета (Аючево): 7 км,
- ближайшей ж/д станции (Салават): 12 км.

## Население
| 2002 | 2009 | 2010 |
| ---- | ---- | ---- |
| 194  | ↘184 | ↗185 |

Национальный состав
Согласно переписи 2002 года, преобладающая национальность — башкиры (100 %).

## Религия
В селе есть мечеть.

## Известные уроженцы
- Кахым Мурзашев (1778—1813) — командир башкирского полка, участвовавшего в Отечественной войне 1812 года и в заграничных походах русской армии 1813—1814 гг., первый из башкир, окончивший Петербургскую военную академию[5][6].